# 1600-talets filosofi
1600-talets filosofi är den epok inom filosofins historia som tidsmässigt infaller mellan renässansen och upplysningstiden. Den utmärks framför allt av att naturfilosofin och vetenskapsteorin sekulariseras, varigenom naturvetenskaperna så småningom skiljs från filosofin. Arvet från Francis Bacon och Galileo Galilei kallades under lång tid philosophia experimentalis.
Inom samhällsfilosofierna fick krigsrätten en uttolkare i Hugo Grotius, som tillsammans med John Locke, Thomas Hobbes och Samuel von Pufendorf utvecklade naturrätten och folkrätten. Renässansens skepticism drogs till sin spets av René Descartes och med detta följde problemet för metafysiken att skilja det andliga från det materiella.
Från århundradet stammar den engelska empiricismen och kontinentala rationalismen, som lagt grunden till kulturskillnaderna mellan den anglosaxiska och den kontinentala filosofin som ännu föreligger.

## Systembyggarna

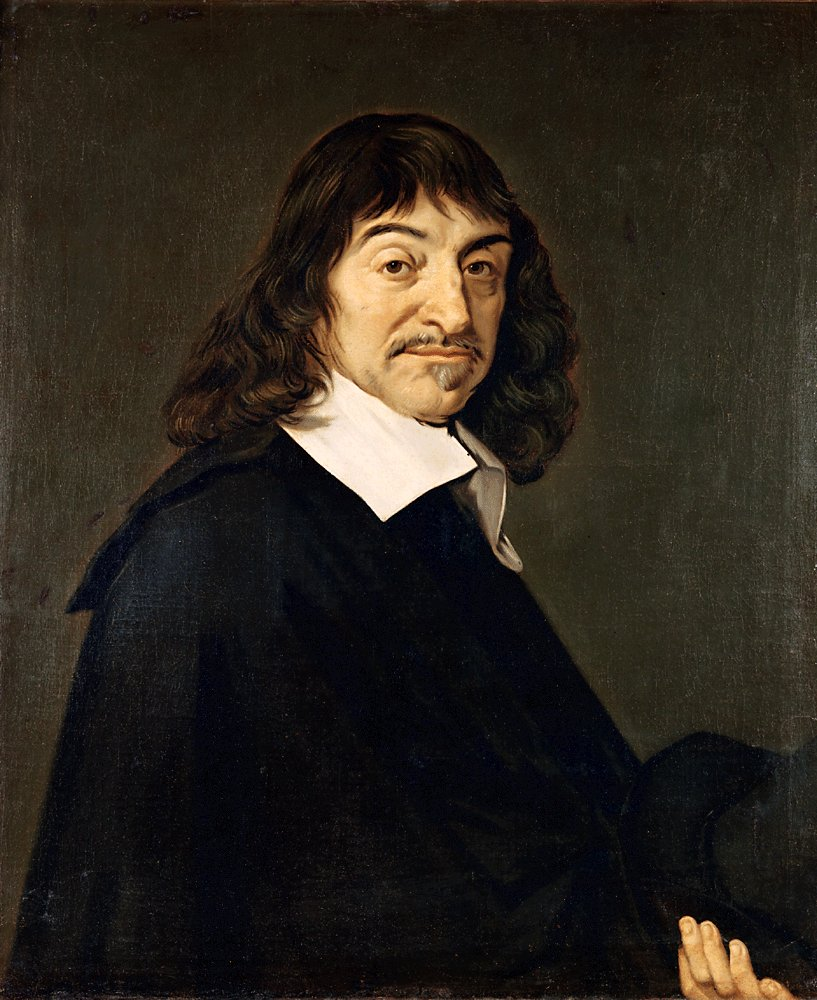
René Descartes, 1596 -1650.

Rationalism är en beteckning för alla filosofiska riktningar som är centrerade kring förnuftet (ratio på latin), tänkandet och tingens logiska ordning. Rationalismen utvecklades under 1600- och 1700-talen då filosoferna René Descartes, Baruch Spinoza och Gottfried Wilhelm Leibniz byggde upp metafysiska system utifrån den bästa vetenskap som då fanns tillgänglig. Rationalismen kom att prägla upplysningens tänkande, och därigenom den moderna vetenskapsuppfattningen. De hade alla sina svar och idéer på sin tids frågor. Någon antagonism visavi empiristerna handlar det inte om, då rationalisterna inte var främmande för experiment och erfarenhet via sinnena.
Rationalisterna var starkt påverkade av den moderna världsbildens frammarsch på 1600-talet i och med Galileo Galilei och Isaac Newtons upptäckter. Den mekanistiska världsbilden växer fram, där universum framstår som ett gigantiskt urverk och lagen om orsak och verkan tycks gälla all materia. Även människor förefaller underställda orsakslagen och bör förstås och förklaras. Att ifrågasätta den medeltida skolastikens världsbild blev den nya filosofins uppgift, men också att hitta en plats för människan i ett teologiskt perspektiv och ge svar på frågor om fri vilja och determinism. En stark inspiration för rationalisterna var det deduktiva vetenskapsidealet som har sitt ursprung i Euklides Elementa, där han beskriver hur man ur ett fåtal antaganden som är uppenbara för var och en kan härleda mängder av satser i geometrin som var och en kan härledas tillbaka till grunden. Euklides geometri kom att bli av en stor intellektuell upplevelse om sann och ren vetenskap för många unga intellektuella som genom århundraden försökt tillämpa deduktiva system på andra områden än geometrin.
Descartes var djupt missnöjd med sin tids vetenskap och dess kunskapsteoretiska grund. Ett av hans mål var att med hjälp av reduktionism –förenklingar – nå fram till helt säkra påståenden om världen. Han menade till exempel att man intuitivt kunde se (skåda klart och tydligt) att en triangel hade tre sidor och att man genom deduktion kunde nå säker kunskap. Det var med förnuftet, inte via känslor eller sinnesintryck, som detta var möjligt. Genom att ha några få enkla principer (från latinets principia "början") som utgångspunkt menade han att man kunde förstå och förklara världen. Descartes försökte skapa en säker grundval för tänkandet och vetenskapen genom att tvivla på allt – inklusive matematikens satser. Det fanns dock en sak han inte kunde tvivla på, nämligen att han tänkte under sitt tvivel. Härav kommer hans berömda cogito, ergo sum ("jag tänker, alltså är jag"). Själen blev grundvalen för hans rationalism och människan som "tänkande ting". René Descartes gjorde också viktiga insatser inom matematik och naturvetenskap; så brukar man till exempel tala om cartesiska koordinatsystem. Hans latinska namn är Renatus Cartesius.

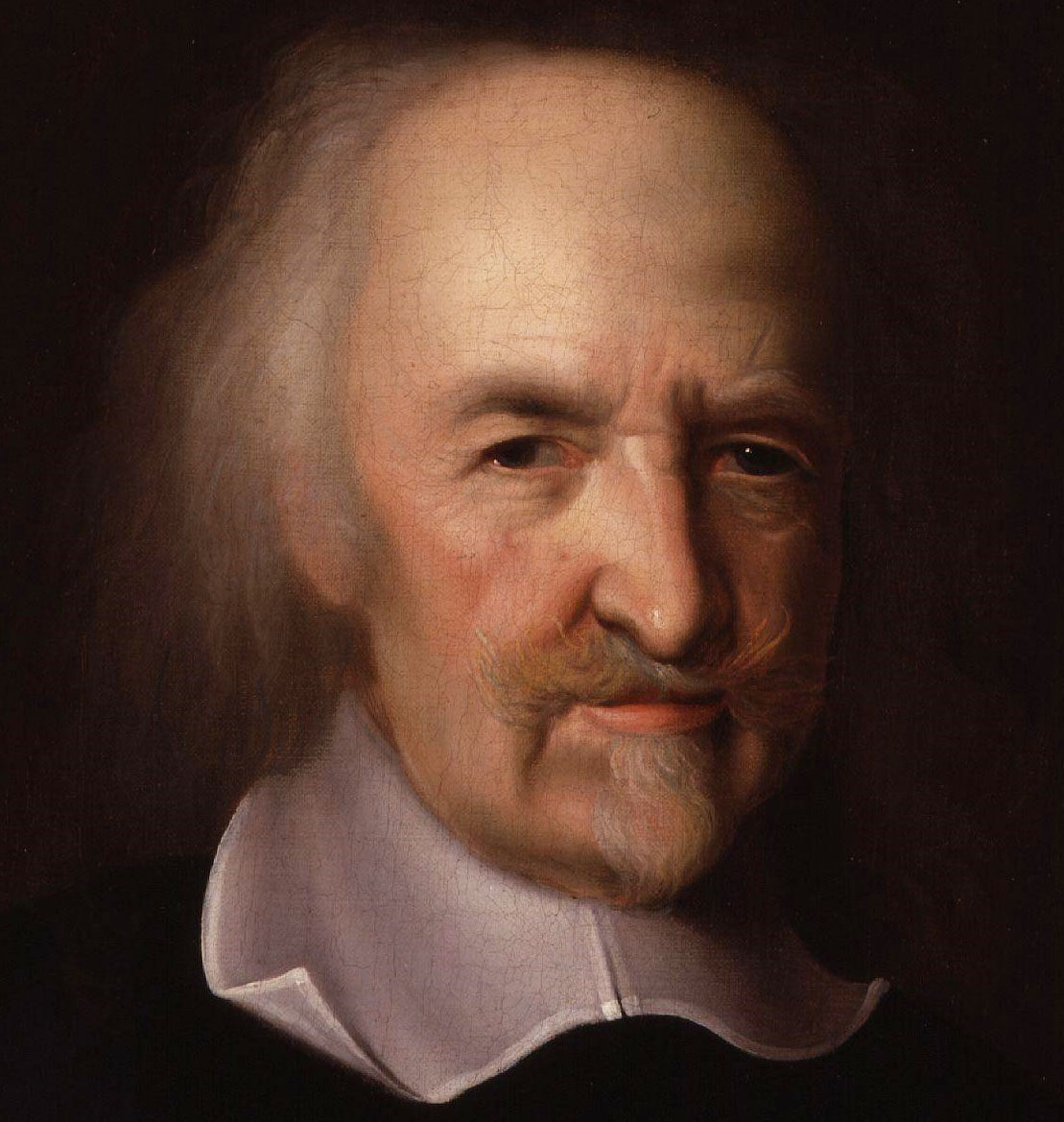
Thomas Hobbes
(1588-1679)

På politikens område är Thomas Hobbes verk Leviathan berömd för sin deduktiva uppbyggnad och sina skrämmande slutsatser om ledarens legitima och närmast oinskränkt makt i samhället. Thomas Hobbes beskriver naturens mekaniska lagar som strikt styr allting i naturen, inklusive människors beteende. Människans naturliga beteende är enligt Hobbes egoistiskt, hennes strävan är att sätta sig över alla andra människor genom att tillskaffa sig till exempel makt. I naturtillståndet, skriver Hobbes, blir hela livet ett allas krig mot alla ("bellum omnium contra omnes") och livet blir således inte värt att leva. För att undvika ett sådant tillstånd var det nödvändigt att utse en suverän, en envåldshärskare vars funktion var att skydda människorna mot varandra, en Leviathan, "som i utbyte mot makt kan skänka trygghet åt folket, åtminstone inom staten". (se f ö Naturrätt)
Baruch Spinoza utgår i sin filosofi från problemställningar från Descartes, men vid problemens lösning är han starkare påverkad av andan i den judiska spekulation som utgjort hans ungdoms bildning. Den judiska monoteismen skärper han till en mycket radikal panteism. Han såg matematiken som ett ideal för all vetenskaplig metodik, och efter Euklides föredöme försökte han härleda filosofins hela innehåll "på ett geometriskt sätt", deduktivt ur abstrakta definitioner, som propositioner, korollarier och skolier, varvid han identifierar den reala kausaliteten med det logiska förhållandet mellan grund och följd, tagande för givet, att "ordningen och sammanhanget mellan tingen är desamma som ordningen och sammanhanget mellan begreppen". Hans ståndpunkt är därför en ensidig rationalism, för vilken den sinnliga erfarenheten saknar allt kunskapsvärde och de ideala livsvärdena förflyktigas inför en determinism, som betraktar allt som uttryck för en logisk nödvändighet. "Ej le åt något, ej gråta över något, men förstå allt", är därför hans grundtes. Men eftersom han på detta sätt betraktar verkligheten ur evighetens synvinkel ("sub specie aeternitatis"), finns i djupet av hans tänkande en undergiven religiositet, som till slut mynnar ut i en halvt mystisk intellektuell kärlek till Gud ("amor Dei intellectualis").

## Den brittiska empirismens början

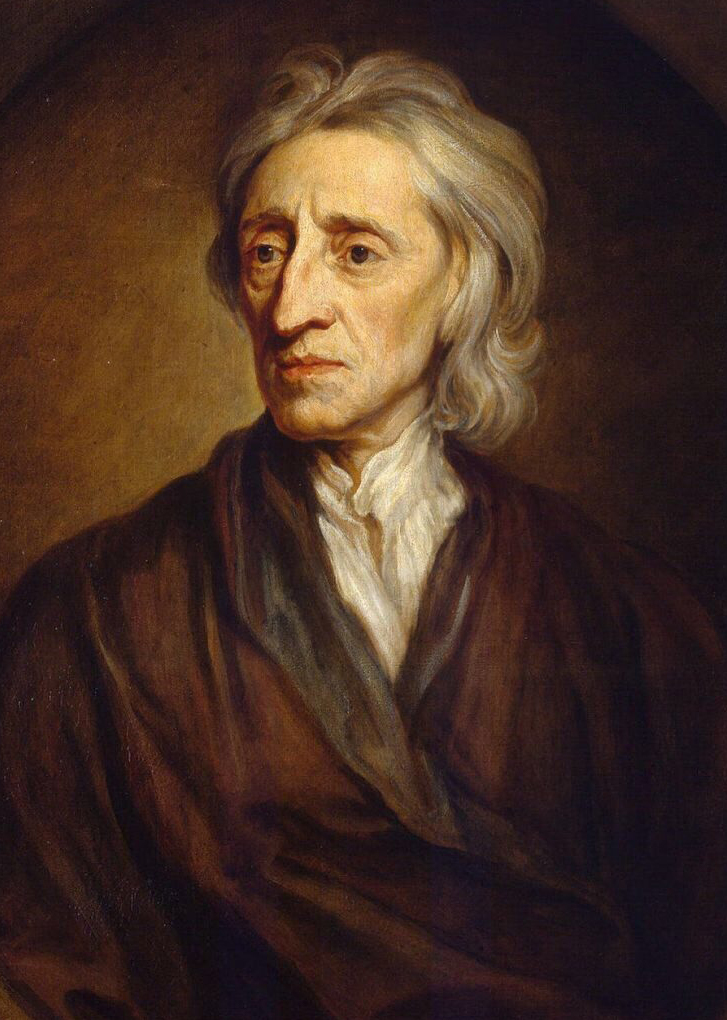
John Locke (1632-1704)

Den brittiska empirismen förebådades av Francis Bacon men grundlades av John Locke, som menade att all kunskap kom från sinneserfarenheter, utvecklades av George Berkeley som argumenterade för att endast sinnesimpressioner existerar, d.v.s. idealism, och fullbordades av David Hume som fullt ut drog de logiska konsekvenserna av empirismens premisser.
John Lockes teoretiska filosofi, som han framställer i An essay on human understanding, är framför allt ett försök att lösa den kunskapsteoretiska frågan om giltigheten och gränserna för våra kunskaper, men denna fråga identifierar han med den psykologiska frågan om kunskapernas uppkomst. Får vi veta hur kunskaper uppstår, så följer enligt hans mening därav omedelbart vilka av kunskaperna som är sanna, vilka som är falska, och hur långt vår förmåga till kunskap sträcker sig.
Han börjar sin framställning med ett bestämt förnekande av den rationalistiska läran om "medfödda idéer". Här gör han det lätt för sig genom att ta uttrycket bokstavligt, så att därmed skulle menas begrepp och omdömen som från födelsen finns hos alla människor. Några sådana för alla gemensamma kan inte uppvisas. Närmast har man tänkt sig att vissa moraliska och religiösa grundsatser eller sådana logiska principer som motsägelselagen skulle vara "medfödda idéer". Men alla dessa grundsatser är okända för barn, vildar och flertalet obildade människor. Ett barn vet mycket tidigare att sött inte är surt och att ett ris inte är ett körsbär, än det fattar tanken att A inte är icke-A. Det är inte denna sats själv, som är medfödd, men väl förmågan att på ett visst utvecklingsstadium tänka den. Men i den bemärkelsen är alla våra idéer medfödda, för av naturen kan vi inte förstå någon av dem utan en motsvarande medfödd förmåga, ett naturligt anlag.
Sanningen är, enligt Locke, att vår kunskapsförmåga ursprungligen är som ett vitt, oskrivet papper (tabula rasa) på vilket erfarenheten skriver de ord som utgör våra kunskaper. Som en följd av intryck på våra yttre sinnen får vi sensationer, medelst vilka vi lär känna tingen och deras egenskaper. Dessutom har vi en inre erfarenhet med vilken vi uppfattar våra egna inre själstillstånd i form av "reflexioner". På en av dessa vägar uppstår hos oss alla enkla idéer, varvid medvetandet förhåller sig övervägande passivt mottagande. Av dessa enkla idéer bildar så medvetandet på aktivt sätt, sammansatta idéer genom kombination, komparation och abstraktion samt med tillhjälp av språket, som namnger idéerna.
Med avseende på idéernas sanningsvärde gäller om de enkla reflexionerna, att de otvivelaktigt motsvarar de själstillstånd, som vi i och med dem uppfattar. På samma sätt kan det inte råda något tvivel om att när vi uppfattar en viss sensation, till exempel av grön färg, så har vi verkligen ha en grönförnimmelse. Däremot är det tveksamt om vi därmed kommer åt verkliga egenskaper hos den yttre verkligheten. För det anförda exemplet förnekar Locke detta eftersom han ansluter sig till kemisten Boyles särskiljande mellan å ena sidan idéer om Primära Kvaliteter, som verkligen finns hos tingen i samma form, som de uppfattas av oss och å den andra idéer om Sekundära Kvaliteter, som om de ock ha en viss regelbunden motsvarighet i de tingens egenskaper, som orsaka sinnesintrycken, dock ha fått en särskild form genom vårt uppfattningssätt.
Till primära kvaliteter hos tingen räknar han soliditet, utsträckning, figur och rörelse. Alla andra med sinnena fattade kvaliteter är sekundära, till exempel färger, toner o. s. v. De sammansatta idéerna, som uppkommer genom en viss självverksamhet av vårt förstånd, har i detta sitt uppkomstsätt ingen allmän garanti för sin sanning, utan deras anspråk på kunskapsvärde måste prövas särskilt för var och en av de olika arterna bland dem. Framför allt underkastar Locke substansbegreppet en sådan prövning. Detta begrepp är enligt hans åsikt varken en medfödd idé eller ett omedelbart erfarenhetsfaktum, utan produkt av en tankeverksamhet.
Allt vad vi erfar om ett ting utgörs av dettas egenskaper. Men som substrat eller bärare av dem tänker vi oss den så kallade substansen. Att en sådan finns, anser Locke vara självklart, eftersom han anser det vara orimligt att anta egenskaper som inte är egenskaper hos något. Men vad detta något som har egenskaperna självt är, kan vi inte alls tänka eller säga, eftersom varje svar på en fråga om detta bara blir angivandet av en egenskap. Till de sammansatta idéerna räknar Locke också kausalitetsbegreppet, vars objektiva giltighet han inte ifrågasätter. Att det finnes en absolut substans, Gud, anser han bevisat genom att världen måste ha en högsta orsak.
Sanning och falskhet kan utsägas endast om omdömen. Ett begrepp är i sig självt varken sant eller falskt, utan blir det först genom att utsägas om något. Locke indelar omdömena i följande huvudarter:
1. omdömen om identitet eller motsats mellan våra föreställningar;
2. omdömen, i vilka icke identiska, men heller icke motsatta föreställningar sättas i logiskt förhållande till varandra, till exempel i bevisade matematiska satser;
3. omdömen angående någots existens;
4. omdömen om koexistens eller "nödvändigt sammanhang".

Om våra begrepp är tillräckligt klara, så inser vi omedelbart deras inbördes identitet eller motsats. På detta sätt blir vi intuitivt säkra om omdömen av den första arten. Ur axiom som vi erhållit på detta sätt kan man sedan bevisa omdömen av den andra arten, som därigenom får demonstrativ visshet. Sådan visshet är det enligt Lockes möjligt att uppnå inom moralläran (förutom i matematiken). Existens-omdömena har antingen intuitiv visshet (om vår egen existens) eller demonstrativ (om Guds existens) eller också genom analogislut en hög grad av sannolikhet (om andra personers existens). Omdömena av den fjärde arten har varken intuitiv eller demonstrativ visshet och kan, eftersom de grundar sig på enskild erfarenhet, aldrig nå rangen av allmängiltiga och nödvändiga (ofrånkomliga) sanningar. Eftersom naturvetenskaperna, om de inte rör sig om tillämpad matematik, består av denna sorts omdömen, kan de enligt Locke inte nå samma grad av vetenskaplighet som matematiken och moralläran. Denna slutpunkt i Lockes kunskapsteori visar tydligt att han inte är en radikal sensualist, utan tvärtom att hans empirism är uppblandad med ganska mycket rationalism.
I den brittiska empirismen finns både en epistemologisk och en ontologisk del. Epistemologisk så tillvida att vi kan veta och lära endast av det vi får genom sinnena, Ontologisk om man argumenterar att endast det som kommer via sinnena existerar. Ontologisk empirism innebär förnekande av materiens existens, vilket också var det som gjorde George Berkeley både känd och ökänd i den samtida filosofin.
David Hume kom att dra de fulla konsekvenserna av den brittiska empirismens konsekvenser. Både tidsmässigt och innehållsmässigt tillhör Hume upplysningens filosofi snarare än 1600-talets filosofi.
I viss mån George Berkeley, men framför allt David Hume tillhör upplysningens filosofi.

## Samhällsfilosofi
- Hugo Grotius
- John Locke
- Samuel von Pufendorf
- Thomas Hobbes

## Vetenskapsteori

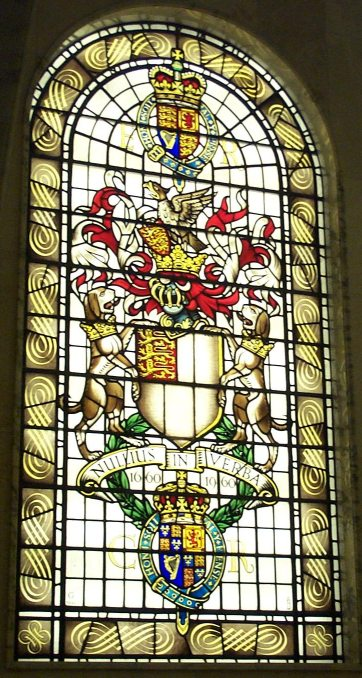
Vapen för Royal Society i glasfönster. Motto: 'Nullius in verba'.

En kort översikt över 1600-talets vetenskapsteori kan börja med Francis Bacon som redan under slutet 1500-talet visat på vikten empiri i vetenskap, att se efter hur världen är, utan verkligen utforska den. Man kan också i Bacons skrifter se hur det målas upp stora möjligheter till tekniska tillämpningar som gynnar mänskligheten om bara vetenskapliga fakta samlas in. På samma gång har Bacon tydliga rester kvar i tänkande i medeltidens filosofi och har inte insett matematikens vikt i vetenskaplig metod. Galileo Galilei utvecklar en metodik som är mycket starkare än Bacons och där experiment och matematik är en tydligare del än den mer insamlande metodik Bacon förespråkar. Under 1600-talet mognar vetenskapen och vetenskapsteorin. Newton utvecklar det som vi idag beskriver som klassisk mekanik och vetenskapen mognar och växer. Ett exempel och Royal Society som Mottot "Nullius in Verba" betyder "Inte på någons ord" och åsyftar sällskapets ambition att fastställa vetenskapliga sanningar med hjälp av experiment och förkastande av auktoritetstro. Från att ha klara rester från medeltidens tänkande hade vetenskapen mognat till att ha många likheter med dagens metod och attityd.

### Francis Bacon

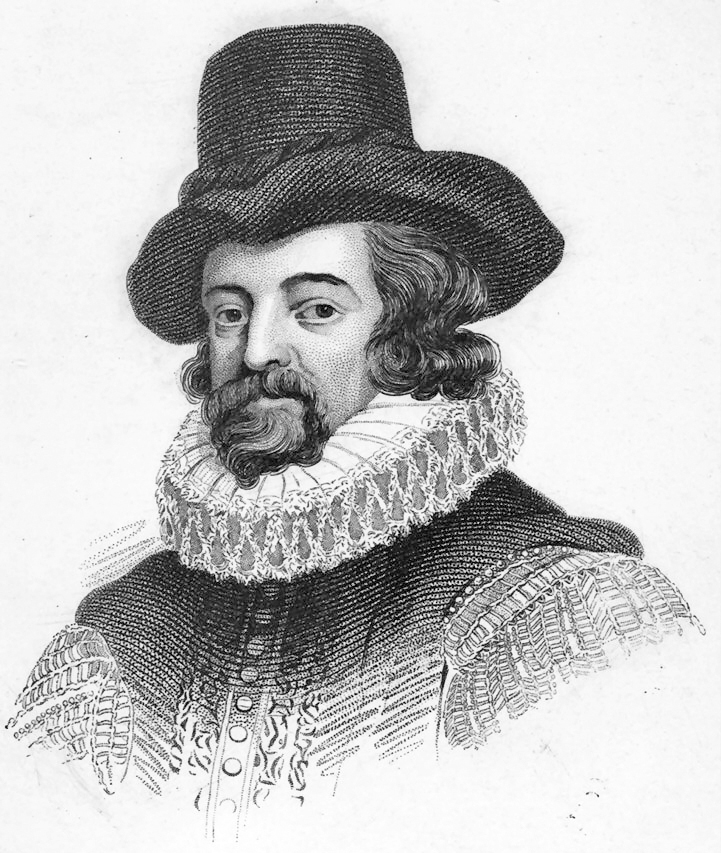
Francis Bacon (1561-1626)

Francis Bacon var en vetenskapens härold och en förelöpare till den brittiska empirismen. Bacon var en av de första som tydligt såg behovet av vetenskaplig metod för vetenskaplig framväxt och dessutom de frukter i form av teknologi vetenskapen kunde ge om man gjorde en satsning på vetenskaplig växt. Man kan säga att Bacon var en av de första som aktivt jobbade med vetenskapsteori.
I vetenskapsteoretiska forskningen är man ganska överens om att Bacon inte själv gav några verkliga bidrag till vetenskapen, han var snarast en ganska dålig vetenskapsman, men att han givit viktiga bidrag till vetenskapsteori genom sin beskrivning av vetenskaplig metod. Det finns även de som menar att Bacons främsta bidrag var att genom sin begåvningen med pennan övertyga och dra med människor i den vetenskapliga revolutionen, på det sättet är Bacons bidrag snarast den som entusiasmerade andra vetenskapsmän, snarare än att vara vetenskapsman själv.
Bacon bryter med medeltidens dogmatism och kräver att filosofin grundas på erfarenheten genom en vetenskaplig induktion. Vetenskapens uppgift ser han framför allt som att behärska naturen genom att lära känna dess lagar och enligt dessa ingripa i naturförloppen. "Vetande är makt", och "naturen behärskas genom att man lyder den". Därför måste forskaren göra sig av med vissa fördomar, "idolerna".
Bacon urskiljer fyra:
1. Idola tribus, släktets idol, benägenheten att se naturen som analog med människan (antropomorfism)
2. Idola specus, hålans idol (med hänsyftning till Platons liknelse i "Staten" VII), de fördomar som kommer från individens anlag, vanor, uppfostran och liknande
3. Idola fori, torgets idol, de fördomar som kommer från den mänskliga samvaron, särskilt genom språkets makt över tanken
4. Idola theatri, den filosofiska traditionens villfarelse.

Bacon kräver att vetenskapen använder fullständig induktion, ställer riktiga frågor till naturen och i utredningen av hur detta ska gå till ger Bacon uppslag som sedan utvecklats i Mills fyra induktiva metoder.
Trots dessa goda uppslag står Bacon i många avseenden kvar på sin tids ståndpunkt. Som medeltidens realister ser han naturens "ursprungskälla" i tingens "former", hypostaseringar av deras begreppsmässigt fattade väsen. Och han förstår inte den betydelse matematiken har för den moderna naturvetenskapen, sådan denna redan på hans tid var grundlagd av Galilei och andra. Han föraktar skolastikens syllogistiska spetsfundigheter och förstår därför inte att deduktionen är oumbärlig också i metoder som baseras på induktion

### Galileo Galilei

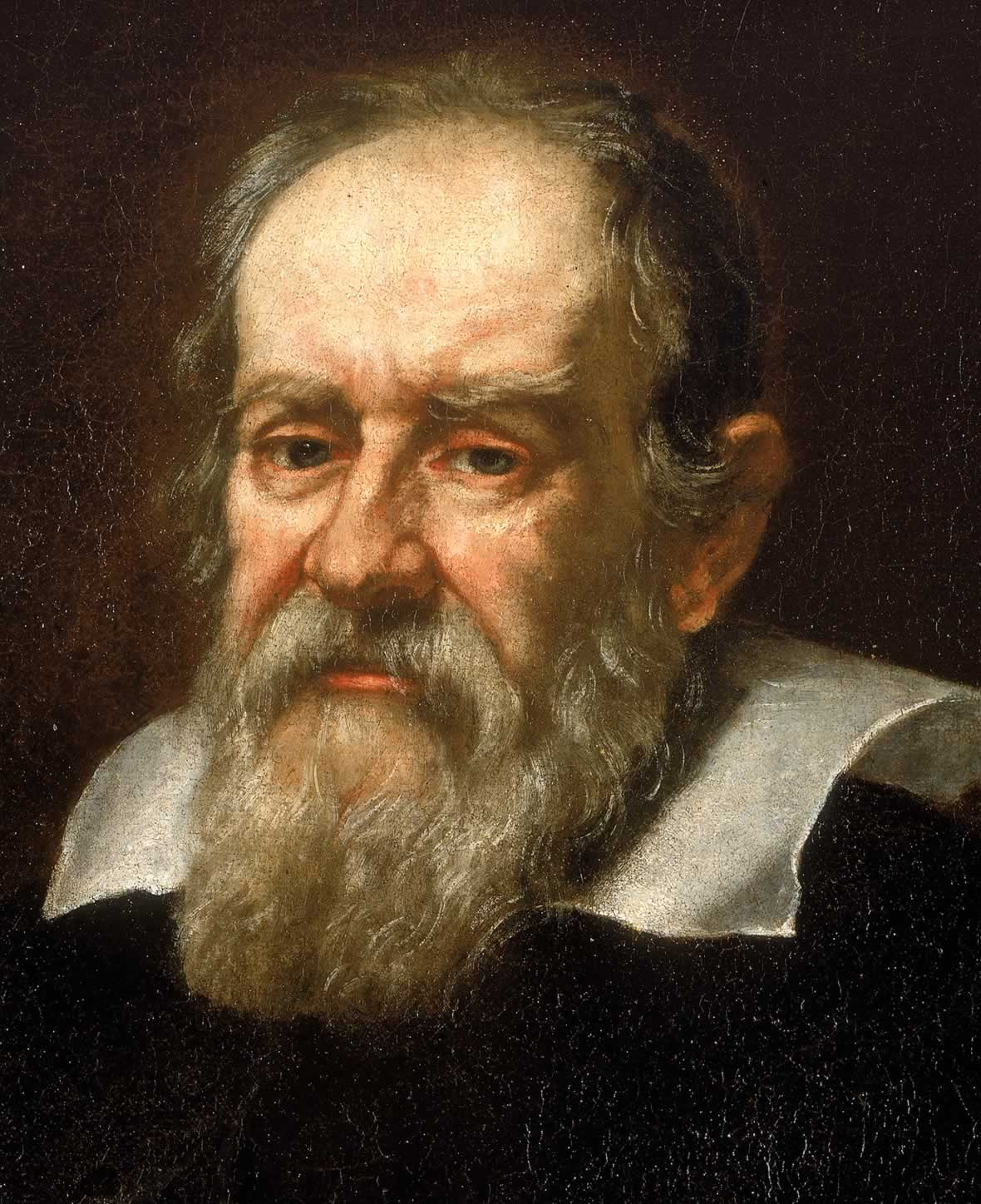
Galileo Galilei, målning av Justus Sustermans (1636).

Galileo Galilei - var både praktiker och teoretiker inom vetenskapen. Hans fokus på experiment och tester i verkligheten gjorde honom på många sätt närmare oss, än Francis Bacons metodlära. Galileo Galilei lade grunden till den experimentella vetenskapen. Han var övertygad om att naturens lagar inte var så komplicerade som den katolska kyrkan och dåtidens naturvetare påstod. Han var övertygad om att man kunde bevisa hypoteser om naturen genom att göra experiment och pröva verkligheten. Dessutom hävdade han att om man kunde bevisa att en teori stämde i verkligheten, så var alla andra teorier felaktiga.
Ett exempel, inte bara på Galileo Galileis sätt att se på vetenskap, utan också på hans sätt att tänka, var när han under sina studentår en gång satt i Pisas katedral under en långtråkig mässa. Han lade då märke till att ett rökelsekar svängde fram och tillbaka och att tiden mellan svängningarna var densamma såväl vid stora svängningar som små. Därefter gick han hem och experimenterade med olika pendlar, och kunde snart formulera en regel om pendlars rörelse.

### Royal Society
Man kan se hur många av Francis Bacons drömmar om vetenskaplig forskning och vetenskapliga framsteg förverkligades i slutet av 1600-talet. Bacon förespråkade en storskalig forskning där vetenskapsmän var i samarbete, inte bara ensamma genier. 1623 beskrev Bacon sina mål och idéer i boken Nya Atlantis. Den släpptes 1627 och beskrev ett idealt land där "generosity and enlightenment, dignity and splendor, piety and public spirit" vanliga egenskaper i landet Bensalem. I detta arbete ger Bacon en vision om hur människan i framtiden för människans upptäckter och kunskap. I Nya Atlantis visar Bacon hur detta ska planeras genom "Solomons hus", något som förebådar det moderna universitetet med både tillämpad och ren forskning.
Bacon var genom sina böcker en direkt förebild när Royal Society grundades den 28 november 1660 i Gresham College i London av naturfilosofer som samlats sedan 1640-talet för att diskutera Bacons idéer. Mycket av framgången för vetenskapen under 1600-talet kan tillskrivas att matematik och empiri kombineras med en vilja att söka sanningen utan auktoriteter. På samma gång är det slående att vetenskapens framgångar tar fart när man börjar få organisationer och samarbete som främjar vetenskap, ett exempel på det är just Royal Society i England.
Thomas Willis var en framstående medlem av The Oxford Circle och en av grundarna av Royal Society. Willis mest banbrytande insatser låg inom neurovetenskapen, och han har kallats neurologins fader. Hans beskrivning av hjärnans och nervsystemets anatomi utgjorde ett enormt språng framåt jämfört med vad som förelåg före Willis tid. Christopher Wrens teckningar av hjärnans anatomi baserat på Willis arbete kom att under många hundra år utgöra all världens neurologers karta över nervsystemet.
Robert Hooke studerade i Oxford, blev 1662 "Curator of experiments" hos Royal society, vars sekreterare han senare blev, och 1664 professor i geometri vid Gresham College i London. Liksom sin samtida Newton sökte Hooke utforska den allmänna lagen för himlakropparnas rörelser, men förekoms av Newton. Hooke sysslade för övrigt med en mängd uppgifter inom astronomin och fysiken, han uppfann ett helioskop och andra instrument, sökte (1669) med en 36 fot lång kikare göra noggranna fixstjärneobservationer för bestämning av stjärnparallaxer, men måste uppge försöket, sedan genom ett missöde kikarens objektiv slagits sönder. Robert Hooke producerade 1676 en fungerande kardanknut (eng. universal joint) och i England benämns uppfinningen Hooke's joint efter honom.
Isaac Newton föredrog sin optiska teori för Royal Society och var president i Royal Society 1703-1727. Att vetenskaplig metod tagit många steg sedan medeltiden och Francis BaconNovum organon scientiarum från 1620 kan ses i Newtons Philosophiae Naturalis Principia Mathematica från 1687.

## Vetenskapliga framsteg
Några vetenskapliga framsteg under 1600-talet har haft stor betydelse för filosofins utveckling. Filosofi utvecklas sällan helt oberoende av samhället runt omkring, snarare är det att det finns en stark samverkan mellan vetenskap och filosofi. Vetenskapliga upptäckter ger inspiration till filosofiska tankar och vetenskap och samhälle påverkar filosofers intresseområden.

### Matematik
Matematiken fick en betydande roll i samband med den vetenskapliga revolutionen som började kring 1600, då Johannes Kepler och Galileo Galilei använde matematiska samband för att beskriva fysikaliska fenomen. Under 1600-talet utvecklades också grunderna till den matematiska analysen, löst uttryckt läran om samband mellan storheter som genomgår förändring, som utgör ett viktigt problemlösningsverktyg inom alla inriktningar av vetenskap och teknik. Analysen grundlades av Gottfried Leibniz och Newton, oberoende av varandra. Newton använde sedan den för att formulera den klassiska mekaniken.
- Differentialkalkyl
- Gottfried Wilhelm von Leibniz
- Isaac Newton

### Newtons mekanik

Newtons vagga stående ovanpå ett exemplar av Principia.

På en grund från Galileo Galilei utvecklade Isaac Newton den klassiska mekaniken, beskriven i boken Philosophiae Naturalis Principia Mathematica som utkom 1687. Denna beskrivning kom väsentligen att bestå ända till att Albert Einstein återigen revolutionerade mekaniken med den allmänna relativitetsteorin och den speciella relativitetsteorin.
- Isaac Newton
- Philosophiae Naturalis Principia Mathematica
- Newtons rörelselagar
- Klassisk mekanik
- Newtons vagga

### Heliocentrisk världsbild
- Galileo Galilei
- Dialog om de två världssystemen

## Religionsfilosofi
- Anne Conway
- Blaise Pascal
- Gottfried Wilhelm von Leibniz
- Teodicéproblemet

## Utomeuropeisk filosofi
- Mulla Sadra